# Весеневка
Весеневка (до 1945 года Боз-Гоз Тата́рский; укр. Весенівка, крымскотат. Tatar Boz Göz, Татар Боз Гозь) — исчезнувшее село в Первомайском районе Республики Крым, располагавшееся на северо-востоке района, в степном Крыму, у границы с Красногвардейским районом, примерно в 4,5 километрах западнее села Роскошное Красногвардейского района.

### Динамика численности населения
| - 1805 год — 290 чел. - 1864 год — 102 чел. - 1889 год — 123 чел. | - 1900 год — 162 чел. - 1926 год — 81 чел. |

## История
Первое документальное упоминание села встречается в Камеральном Описании Крыма… 1784 года, судя по которому, в последний период Крымского ханства Буз-Коз входил в Четырлыкский кадылык Перекопского каймаканства. После присоединения Крыма к Российской империи (8) 19 апреля 1783 года, (8) 19 февраля 1784 года, именным указом Екатерины II сенату, на территории бывшего Крымского ханства была образована Таврическая область и деревня была приписана к Евпаторийскому уезду. После павловских реформ, с 1796 по 1802 год входила в Акмечетский уезд Новороссийской губернии. По новому административному делению, после создания 8 (20) октября 1802 года Таврической губернии, Бозгоз был назначен центром Бозгозской волости Перекопского уезда.
По Ведомости о всех селениях в Перекопском уезде состоящих с показанием в которой волости сколько числом дворов и душ… от 21 октября 1805 года в деревне Бозгоз числилось 36 дворов, 262 крымских татарина, 24 цыгана и 4 ясыров. На военно-топографической карте генерал-майора Мухина 1817 года деревня Бозгез обозначена с 44 дворами. После реформы волостного деления 1829 года Бозгоз, согласно «Ведомости о казённых волостях Таврической губернии 1829 года» отнесли к Эльвигазанской волости (переименованной из Бозгозской). На карте 1836 года в деревне 30 дворов, как и на карте 1842 года. По свидетельству Франца Мартыновича Домбровского 1850 года через Бозгоз проходила обывательская почтовая дорога и действовала обывательская почтовая станция.
В 1860-х годах, после земской реформы Александра II, деревню приписали к Ишуньской волости того же уезда. В «Списке населённых мест Таврической губернии по сведениям 1864 года», составленном по результатам VIII ревизии 1864 года, Боз-Гоз — владельческая татарско-русская деревня с 15 дворами, 102 жителями, соборной мечетью и высшим мусульманским училищем при колодцах. По обследованиям профессора А. Н. Козловского 1867 года, вода в колодцах деревни была пресная но «весьма глубокая» глубина колодцев колебалась от 25 до 30 саженей и более (53—64 м). На трехверстовой карте Шуберта1865—1876 года в деревне обозначен 31 двор. В «Памятной книге Таврической губернии 1889 года» по результатам Х ревизии 1887 года записан Боз-Гоз, с 28 дворами и 123 жителями.
После земской реформы 1890 года деревню отнесли к Александровской волости, но в «…Памятной книжке Таврической губернии на 1892 год» деревня не значится, а по «…Памятной книжке Таврической губернии на 1900 год» в деревне Бозгоз числилось 162 жителя в 23 дворах. В Статистическом справочнике Таврической губернии. Ч.II-я. Статистический очерк, выпуск пятый Перекопский уезд, 1915 год Боз-Гоз вновь не значится.
После установления в Крыму Советской власти, по постановлению Крымревкома от 8 января 1921 года № 206 «Об изменении административных границ» была упразднена волостная система, Перекопский уезд переименовали в Джанкойский, в котором был образован Ишуньский район, в состав которого включили село, а в 1922 году уезды получили название округов. 11 октября 1923 года, согласно постановлению ВЦИК, в административное деление Крымской АССР были внесены изменения, в результате которых округа были отменены, Ишуньский район упразднён и село вошло в состав Джанкойского района. Согласно Списку населённых пунктов Крымской АССР по Всесоюзной переписи 17 декабря 1926 года, в селе Боз-Гоз (татарский), Сеит-Булатского сельсовета Джанкойского района, числилось 18 дворов, все крестьянские, население составляло 81 человек, все татары, действовала татарская школа. Постановлением ВЦИК РСФСР от 30 октября 1930 года был создан Фрайдорфский еврейский национальный район (переименованный указом Президиума Верховного Совета РСФСР № 621/6 от 14 декабря 1944 года в Новосёловский) (по другим данным 15 сентября 1931 года) и село включили в его состав, а после разукрупнения в 1935-м и образования также еврейского национального Лариндорфского (переименованный указом Президиума Верховного Совета РСФСР № 621/6 от 14 декабря 1944 года в Первомайский), село переподчинили новому району. Видимо, тогда же был образован сельсовет, поскольку на 1940 год он уже существовал.
В 1944 году, после освобождения Крыма от фашистов, согласно постановлению ГКО № 5859 от 11 мая 1944 года, 18 мая крымские татары были депортированы в Среднюю Азию. Указом Президиума Верховного Совета РСФСР от 21 августа 1945 года Боз-Гоз-Татарский был переименован в Весеньевку и Боз-Гоз-Татарский сельсовет — в Весеньевский. С 25 июня 1946 года селение в составе Крымской области РСФСР, а 26 апреля 1954 года Крымская область была передана из состава РСФСР в состав УССР. Время упразднения сельсовета и ликвидации Весеневки пока не установлено: на 15 июня 1960 года она уже не существовала (согласно справочнику «Крымская область. Административно-территориальное деление на 1 января 1968 года» — в период с 1954 по 1968 годы как село Октябрьского сельсовета).